# Bitka pri Farzalu
Bitka pri Farzalu je potekala 6. junija 48 pr. n. št. med Julijem Cezarjem in Pompejem. Bitka pri Farzalu je bila odločilna bitka v rimski državljanski vojni. Pompej Veliki je v državljanski vojni imel podporo republike in posledično večine rimskega senata. Pompejeva vojska je po številu močno prekašala Cezarjeve veteranske legije.

## Predhodno dogajanje
Pompej in večina rimskega senata sta leta 49 pr.n.št zbežali iz Italije v Grčijo, da se tam pripravijo na vojno s Cezarjem. Cezarju je primanjkovalo ladjevja, zato se je odločil najprej zavarovati zahodno Sredozemlje, še posebej Španijo, nato pa zbrati potrebno ladjevje in začeti zasledovati Pompeja. Pompej je svojo floto zaupal senatorju Bibulu, čigar naloga je bila preprečiti Cezarju izkrcanje v Grčiji. Bibul je kmalu zatem umrl zaradi bolezni in tako Cezarju prepustil vso obalo Grčije, le ta pa se je lahko mirno izkrcal. Preden se je Cezar odpravil v Grčijo, je svoje legije usmeril proti Massili (današnji Marseille), kjer je zbral manjše ladjevje, nato pa se odpravil proti Španiji, kjer je uničil šibke Pompejeve sile. Sledila je zima, v kateri se je Cezar izkrcal na obali Grčije pri kraju Farzal. Kljub temu da je imel Pompej večjo vojsko, ni takoj napadel Cezarjevih legij, saj se je zavedal izkušenosti le teh. Odločil se je, da se bo izmikal boju in presekal Cezarjeve oskrbovalne poti, ter tako izstradal njegovo vojsko. Cezar je kmalu uvidel namero Pompeja in napadel njegovo taborišče pri Draču, a je utrpel hude izgube in se je moral umakniti.
Pompej ni takoj izkoristil uspeha in je pozimi (leta 49-48. pr. n. št) oblegal Cezarjev tabor. Cezar se je umikal Pompeju v Tesalijo, kjer se je Pompej na prigovarjanje senatorjev odločil, da bo napadel Cezarja. Pompej je imel številčnejšo in spočito vojsko, a se je zavedal izkušenosti Cezarjevih legij, ki so sodelovale v galskih vojnah, zato je hotel izstradati Cezarja, vendar so senatorji zahtevali, da ga napade in uniči pri Farzalu.
Cezarjeve legije so bile nepopolnjene, ker jih ni bilo časa popolniti in reorganizirati, deloma pa tudi zaradi izgub pri napadu na Pompejev tabor pri Draču. Zaradi hitrih premikov in presekanih oskrbovalnih poti je bila Cezarjeva vojska na robu zloma, zato je bil spopad za Cezarja nujen.